# (20283) Elizaheller
(20283) Elizaheller (1998 FG55) – planetoida z grupy pasa głównego asteroid okrążająca Słońce w ciągu 4,12 lat w średniej odległości 2,57 j.a. Odkryta 20 marca 1998 roku.